# Đakovština
A Đakovština Horvátország egyik tájegysége, Szlavónia középső részén, Diakovár környékén.

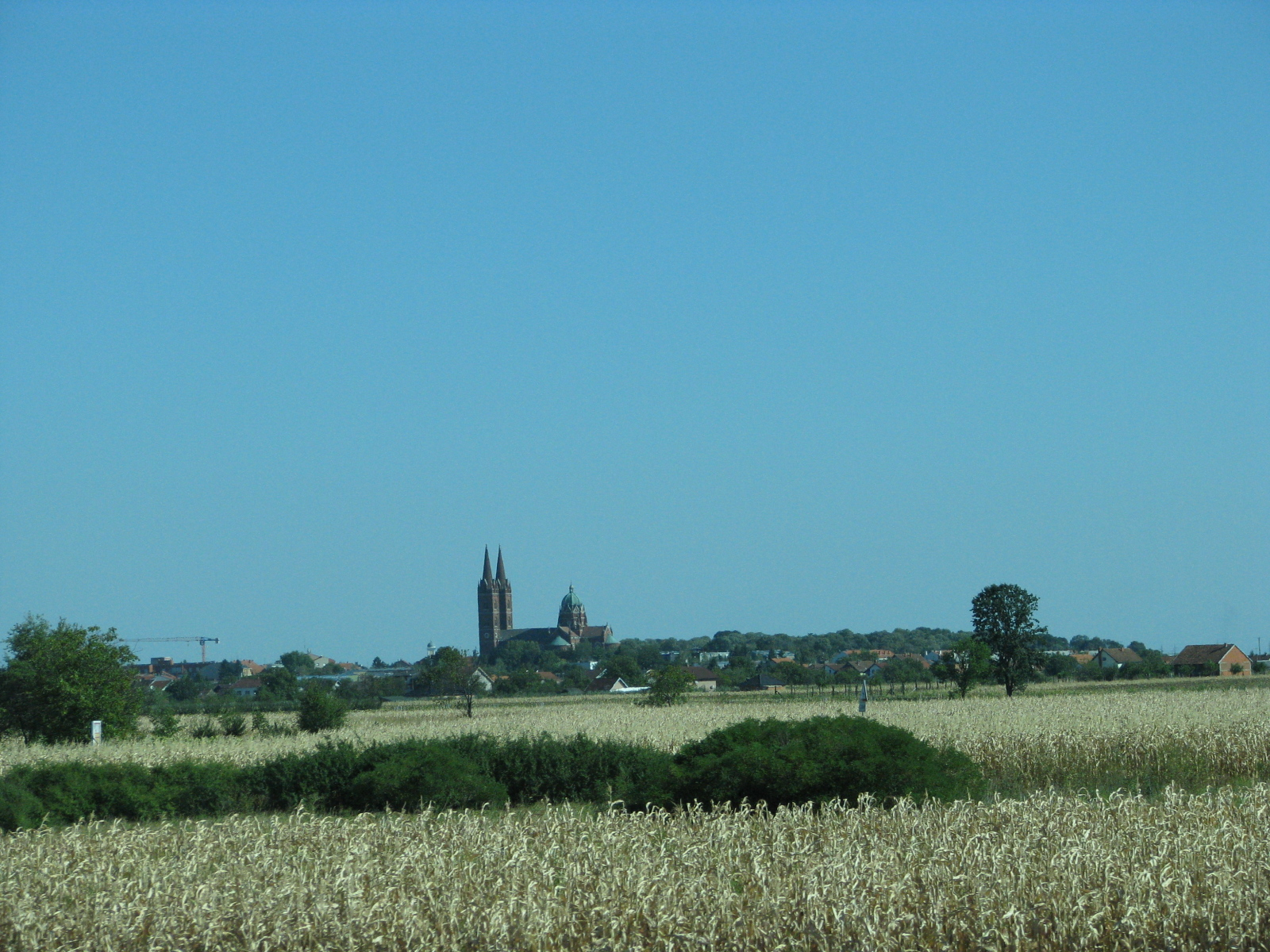
Đakovštinai táj Diakovár látképével

## Fekvése
A Đakovština nyugaton Dilj-hegység és Krndija-hegység lejtői (250 m abszolút magasságig), keleten pedig a szlavón alföld (100 m abszolút magasságig) között húzódik. Középső része a termékeny fekete talajjal borított Diakovári löszsíkság (100–150 m abszolút magasság). Északi határát a Valkó (Vuka) folyó, a déli határt pedig a Báza (Bosut) folyó mellékfolyóival (a Biggyel és másokkal) képezi. Területén agyaglerakódások és termálvíz-források (Breznica) találhatók.

## Története
A területén előkerült számos régészeti lelet alapján területe már az őskortól fogva lakott volt. Az újkőkorszakból, a kőrézkorból és a bronzkorból származó leletek a Starčevo-kultúra, a Somogyvár–Vinkovci-kultúra, Sopot–Bicske-kultúra és a vučedoli kultúra népeihez kapcsolódnak. Diakovár területén az ókorban a rómaiak „Certissa” nevű települése állt, mely fontos állomás volt a Sisciát Sirmiummal összekötő út mentén. A középkorban Diakovár 1349-től a boszniai püspökség és Szent Péterről nevezett káptalanának székhelye volt. A mai székesegyház elődje 1355-ben épült. Várát a boszniai püspök birtokaként 1387-ben „Castrum Diako” néven említik először. A Đakovština területe 1536-ban került török kézre és 150 évig török uralom alatt állt. 1687-ben szabadult fel a török uralom alól.

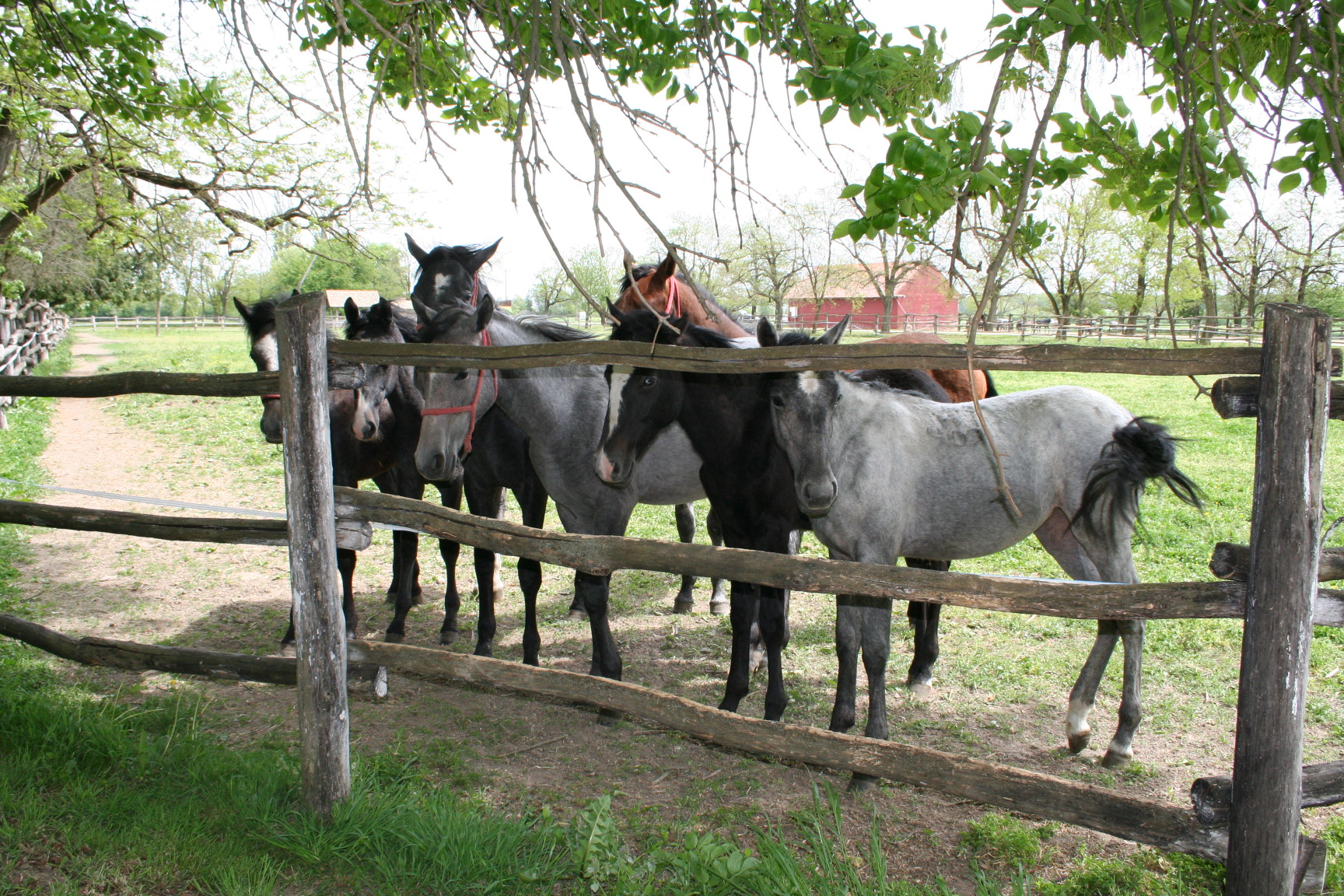
A lipicai ménes Ivandvorban

1773-ban Diakovár a bosznia-diakovári és szerémi egyesített egyházmegye központjává vált, amely a mai Horvátország teljes északkeleti összes régióját magában foglalta. 1805-ben Napóleon hadai elől ide menekítették a lipicai ménest, melynek egy része itt is maradt. Az ipari fejlődés a malmok és a téglagyár építésével kezdődött, de a számos, különféle szakmákból jött kézművesek is elősegítették a fejlődést. Jelentős gazdasági tevékenység bontakozott ki a püspöki uradalomban is, különösen a szőlészet területén. A fejlődés újabb lendületet kapott 1849-ben Juraj Strossmayer püspök kinevezésével. Az ő idejében az uradalom tekintélyes jövedelemmel rendelkező gazdasággá vált. Diakováron új székesegyházat, valamint számos egyházi és gazdasági épületet építtetett. Az első világháború után a térség 1918-ban az új szerb-horvát-szlovén állam, majd később (1929-ben) Jugoszlávia, majd a második világháború után a szocialista Jugoszlávia része lett. 1991-től a független Horvátországhoz tartozik.

## Népesség
A Đakovština legnagyobb települése Diakovár városa, nagyobb települései: Szemelce, Névna, Gara és mások.

## Gazdaság
A kiterjedt erdők a terület mintegy harmadát foglalják el. Az alsó területeken gabonaféléket (búza, kukorica), ipari- (napraforgó, cukorrépa, repce, kender stb.) és takarmánynövényeket, a Krndija és a Dilj lejtőin pedig szőlőt és gyümölcsöt termesztenek. Jelentős még az állattenyésztés (szarvasmarha, sertés, ló, juh) is.